# Disco Boy
«Disco Boy» (итал. Disco Boy) — художественный фильм итальянского режиссёра Джакомо Абруццезе, главные роли в котором сыграли Франц Роговский и Летиция Ки. Премьера картины состоялась на 73-м Берлинском кинофестивале 19 февраля 2023 года.

## Сюжет
Главные герои фильма — двое мужчин, которые встречаются в Нигерии. Это белорус Алекс, солдат Иностранного легиона, и нигериец Джомо, который, участвуя в борьбе с местными нефтяными компаниями захватил в заложники нескольких иностранцев.

## В ролях
- Франц Роговский — Алексей
- Морр Ндайе — Джомо
- Летиция Ки — Удока
- Леон Лучев — Поль
- Роберт Венцкевич — Гаврила

## Премьера и восприятие
Премьера картины состоялась на 73-м Берлинском кинофестивале 19 февраля 2023 года. Фильм включён в основную программу и претендует на Золотого медведя.
5 апреля 2023 года «Disco Boy» выйдет во французский прокат.